# Ширак, Жак
Жак Рене́ Шира́к (фр. Jacques René Chirac, французский: [ʒak ʁəne ʃiʁak] (слушать)о файле; 29 ноября 1932[…], V округ Парижа — 26 сентября 2019[…], VI округ Парижа) — французский государственный и политический деятель. 22-й президент Франции (1995—2007).

## Образование и начало карьеры
Родители Ширака, Абель Франсуа Ширак (1893—1968) и Мари-Луиза Валетт (1902—1973), родом из департамента Коррез на юге Франции, оба его деда были учителями, дальнейшие предки — лимузенские крестьяне. Фамилия происходит из окситанского языка. Единственный выживший ребёнок в семье (сестра умерла в младенчестве).
Учился в лицее Карно и Людовика Великого. Когда Жаку было 15—18 лет, одним из его учителей был бывший белогвардейский офицер, обучивший его русскому языку. В 18—19 лет он даже перевёл на французский всего «Евгения Онегина», не принятый в то время ни одним издателем и опубликованный много позже, когда Ширак стал уже известным политиком.
Три месяца проработал на транспортном судне. Служил во французской армии, в 1956—1957 годах принимал участие в Алжирской войне и был ранен. Высшее образование получил в престижнейших учебных заведениях Франции — Институте политических исследований и Национальной школе администрации (1957). После окончания учёбы начал карьеру государственного служащего (аудитор Счётной палаты, 1959) и вскоре занялся политической деятельностью.
В молодости разделял коммунистические идеи, был распространителем газеты «Юманите». Из-за подписания им Стокгольмского воззвания прокоммунистического движения за мир к нему были вопросы при получении визы в США. В 1962 году избран муниципальным советником в Сент-Фереоль, откуда родом его семья.

## Лидер правых, премьер и мэр
Ширак стал активистом, а затем одним из лидеров правых голлистских партий. Сыграл большую роль в избирательных кампаниях Шарля де Голля в 1965 году и Жоржа Помпиду. От последнего получил за агрессивность и эффективность прозвище «Бульдозер», а французские СМИ часто называли Ширака «политическим животным».
При Помпиду в правительстве Пьера Мессмера занял пост министра сельского хозяйства (1972). Президент Помпиду политически протежировал Шираку, стараясь опираться на новое поколение политиков в соперничестве с традиционными «баронами голлизма». После кончины Помпиду в 1974 году стал лидером (генеральным секретарём) голлистского Союза демократов в защиту республики. Поддержал на выборах президента Жискар д'Эстена и в обмен на поддержку назначен премьер-министром Франции (1974—1976). Затем смещён Жискаром и заменён на Раймона Барра, после чего ушёл в оппозицию и возглавил партию «Объединение в поддержку республики» (1976). С 1977 года вплоть до избрания президентом в 1995 году — мэр Парижа (первый мэр города более чем за вековой период; должность восстановлена после выделения французской столицы в отдельный департамент, всё это время имелись должности мэров лишь в округах).

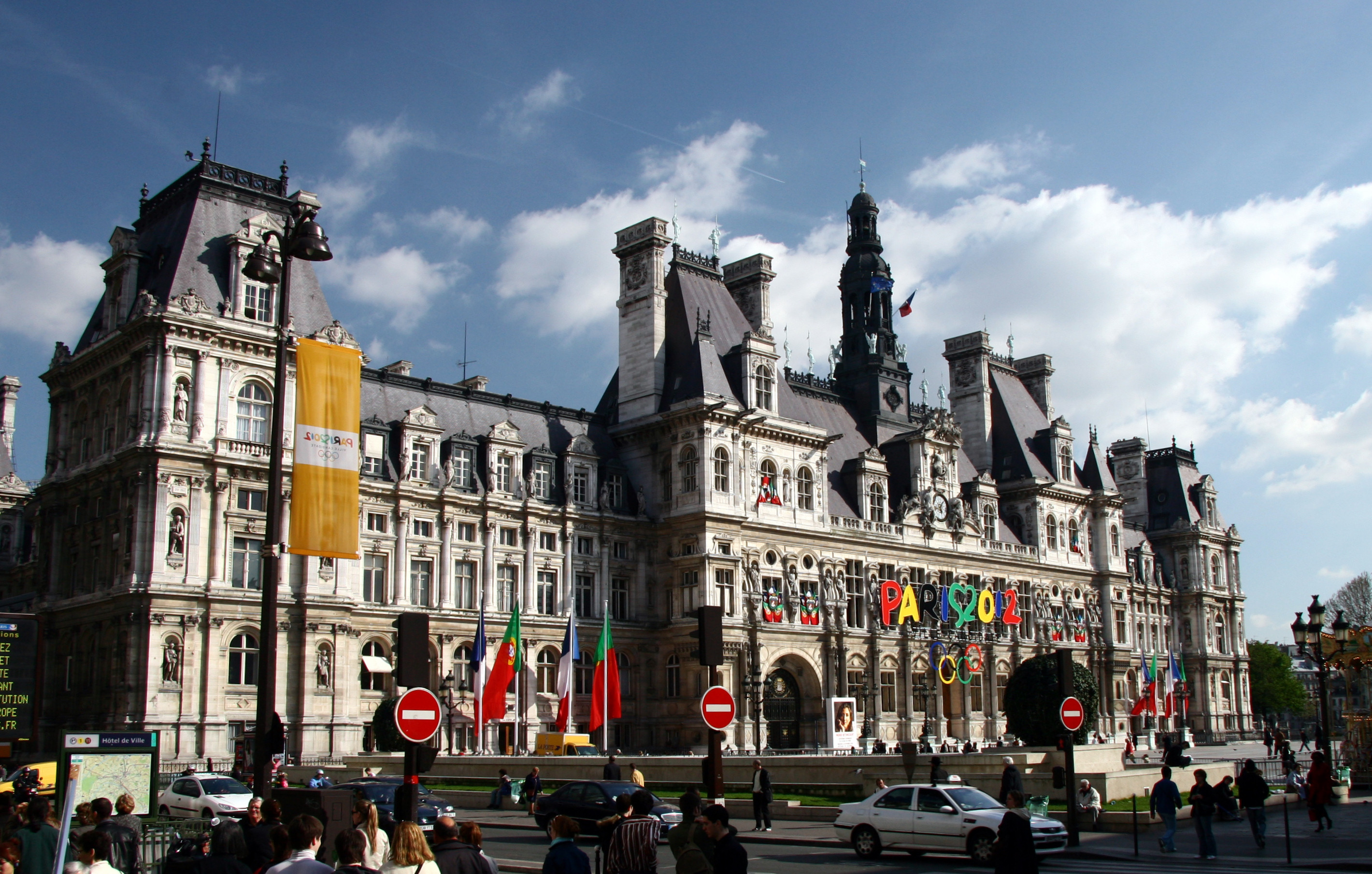
Мэрия Парижа

Победа голлистов на парламентских выборах 1986 года привела к тому, что Ширак вновь возглавил правительство в рамках «сосуществования» (дословно с фр. cohabitation — это «сожительство») с левым президентом Франсуа Миттераном. Ширак — единственный политик в истории Пятой республики, дважды становившийся премьер-министром. Во время второго премьерства Ширака (который по совместительству оставался мэром Парижа) его отношения с Миттераном оставались крайне напряжёнными. Миттеран три раза отказывался подписывать распоряжения, принятые кабинетом Ширака (в основном связанные с реприватизацией предприятий, национализированных после прихода социалистов к власти в 1981 году), заявив, что «пусть парламентское большинство берёт на себя ту ответственность, которая ему нужна, но навязать эту ответственность мне или требовать моего участия оно не может»; это решение главы государства было на грани конституционности. На президентских выборах 1988 года действующий премьер Ширак выставил свою кандидатуру против Миттерана (демонстративно называвшего его во время теледебатов «господин премьер-министр») и проиграл, после чего был вынужден уйти в отставку с премьерского поста и вновь стал лидером оппозиции.

## Президентство

### Первый срок (1995—2002)
В 1995 году мэр Парижа вновь выставил кандидатуру на президентских выборах. На сей раз ему противостоял социалист Лионель Жоспен, которого Ширак, ненамного уступив ему в первом туре, обошёл во втором. При Шираке срок президентских полномочий во Франции был сокращён с 7 до 5 лет. Он стал последним президентом с 7-летним сроком и первым президентом, избранным на 5-летний срок. Всего Ширак провёл в Елисейском дворце 12 лет, тем самым его президентство стало вторым по продолжительности во французской истории после 14-летнего правления Миттерана.

Билл Клинтон и Жак Ширак

При Шираке Франция вернулась к политике голлизма, определённым образом дистанцировалась от США и провела демонстративные ядерные испытания в Тихом океане на атолле Муруроа. Во внутренней политике традиционный правый либерализм (низкая налоговая ставка, отсутствие контроля цен) сочетался при нём с определённым учётом опыта дирижизма (государственного вмешательства) и социальной политики; он неоднократно критиковал «англосаксонский ультралиберализм». Критики обвиняли Ширака в непоследовательности экономической политики и невыполнении предвыборных обещаний. Пятилетие 1997—2002 гг. ознаменовано новым политическим «сосуществованием» Ширака, уже как президента, с Жоспеном, который возглавил правительство.

### Второй срок (2002—2007)
В 2002 году был переизбран на второй президентский срок. Это произошло благодаря неожиданному выходу во второй тур лидера Национального фронта Жан-Мари Ле Пена, в результате чего Ширак, имевший довольно низкий рейтинг и набравший в первом туре лишь 20 %, получил 82 % голосов во втором. Перед вторым туром все левые партии (кроме Рабочей борьбы Арлетт Лагийе) призвали своих сторонников проголосовать за Ширака под лозунгами: «за вора, но не за фашиста» и «голосуй с прищепкой на носу». В дальнейшем рейтинг Ширака оставался низким и не превышал 35 % поддержки.

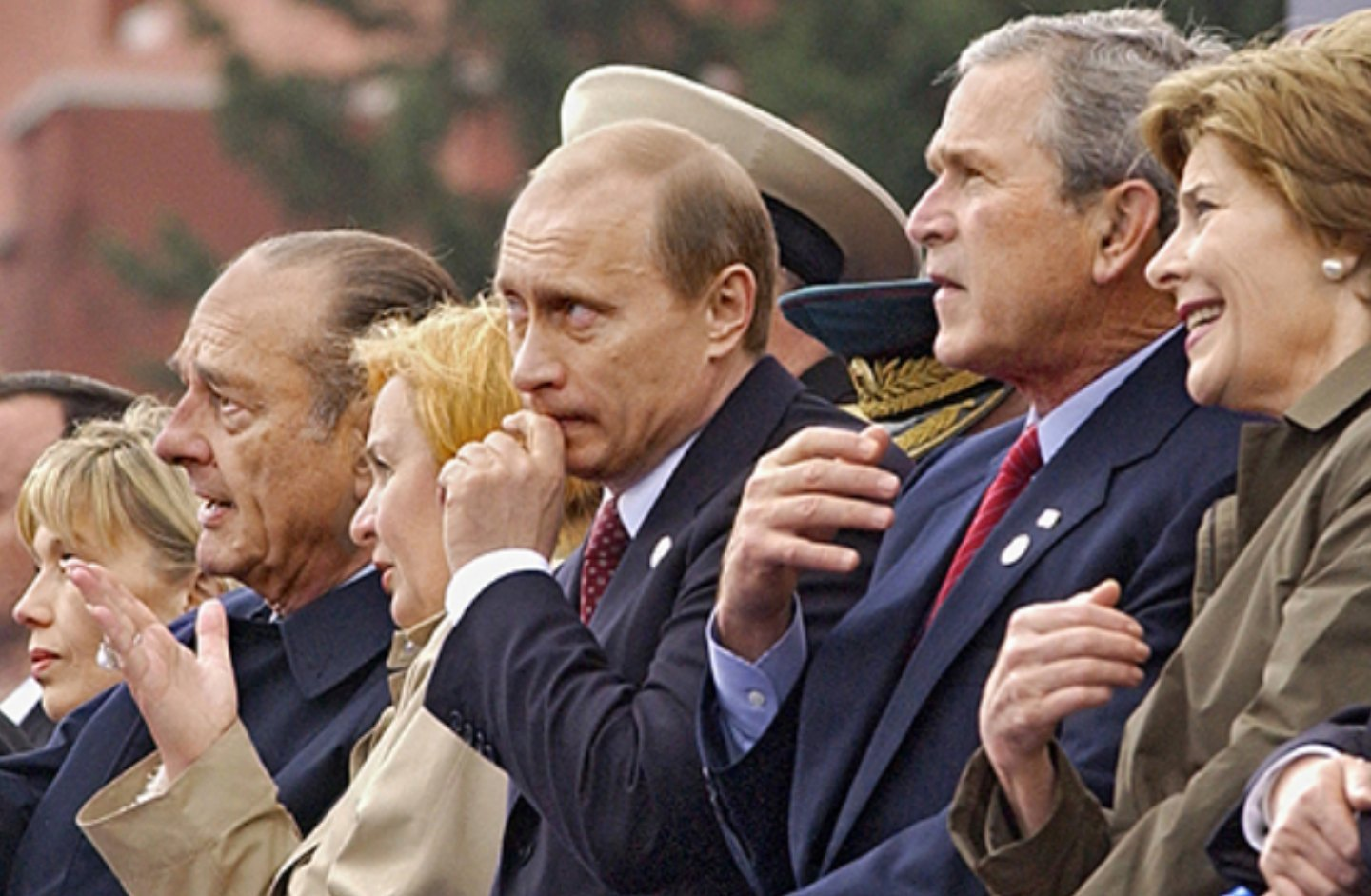
Жак Ширак, Людмила Путина и Владимир Путин, Джордж Буш-младший и Лора Буш. Москва, Парад Победы 9 мая 2005 года

Через два месяца после выборов, во время парада на Елисейских полях 14 июля 2002 года, произошло покушение на Ширака. Покушавшийся был разоружён прохожими, подвергнут психиатрическому лечению, а ультраправая группировка, к которой он принадлежал, запрещена.
Ситуация с Ле Пеном имела и то важное последствие, что не вышедший во второй тур премьер Жоспен подал в отставку, социалисты оказались в состоянии кризиса, и сформировалась широкая правая коалиция — Союз за президентское большинство, представители которого Жан Пьер Раффарен и Доминик де Вильпен возглавляли правительство на протяжении второго срока Ширака. Ряд правых и центристов, однако, не вошли в правящее большинство и образовали различные партии евроскептиков. В 2003 году Франция не поддержала войну НАТО в Ираке. В 2005 году конституция Евросоюза, за которую активно агитировал Ширак, была отклонена на референдуме, после чего Раффарен подал в отставку. В европейском масштабе результат французского референдума привёл к отказу от данного проекта.
Социальная стабильность в обществе середины 2000-х гг. оставляла желать лучшего: 2005 год был ознаменован беспорядками в пригородах Парижа, 2006 год — выступлениями молодёжи против закона о контракте первого найма. Вновь набрали силу социалисты во главе с Франсуа Олландом и Сеголен Руаяль, которая была выдвинута в президенты. 74-летний Ширак, по некоторым данным, одно время рассматривал возможность баллотироваться в 2007 году ещё на один пятилетний срок, но впоследствии отказался от этой идеи. Собственным фаворитом президента был его последний премьер дипломат Доминик де Вильпен, однако реальная конъюнктура среди французских правых привела к тому, что 11 марта 2007 года Ширак публично поддержал кандидатуру Николя Саркози, министра внутренних дел и государственного министра в кабинете де Вильпена.

## После президентства
16 мая 2007 года сложил полномочия президента и покинул Елисейский дворец. С этого момента стал по праву и пожизненно членом Конституционного совета Франции, а начиная с 15 ноября участвовал в его заседаниях. 15 декабря 2011 года был осуждён на два года условно за превышение служебных полномочий и растрату.

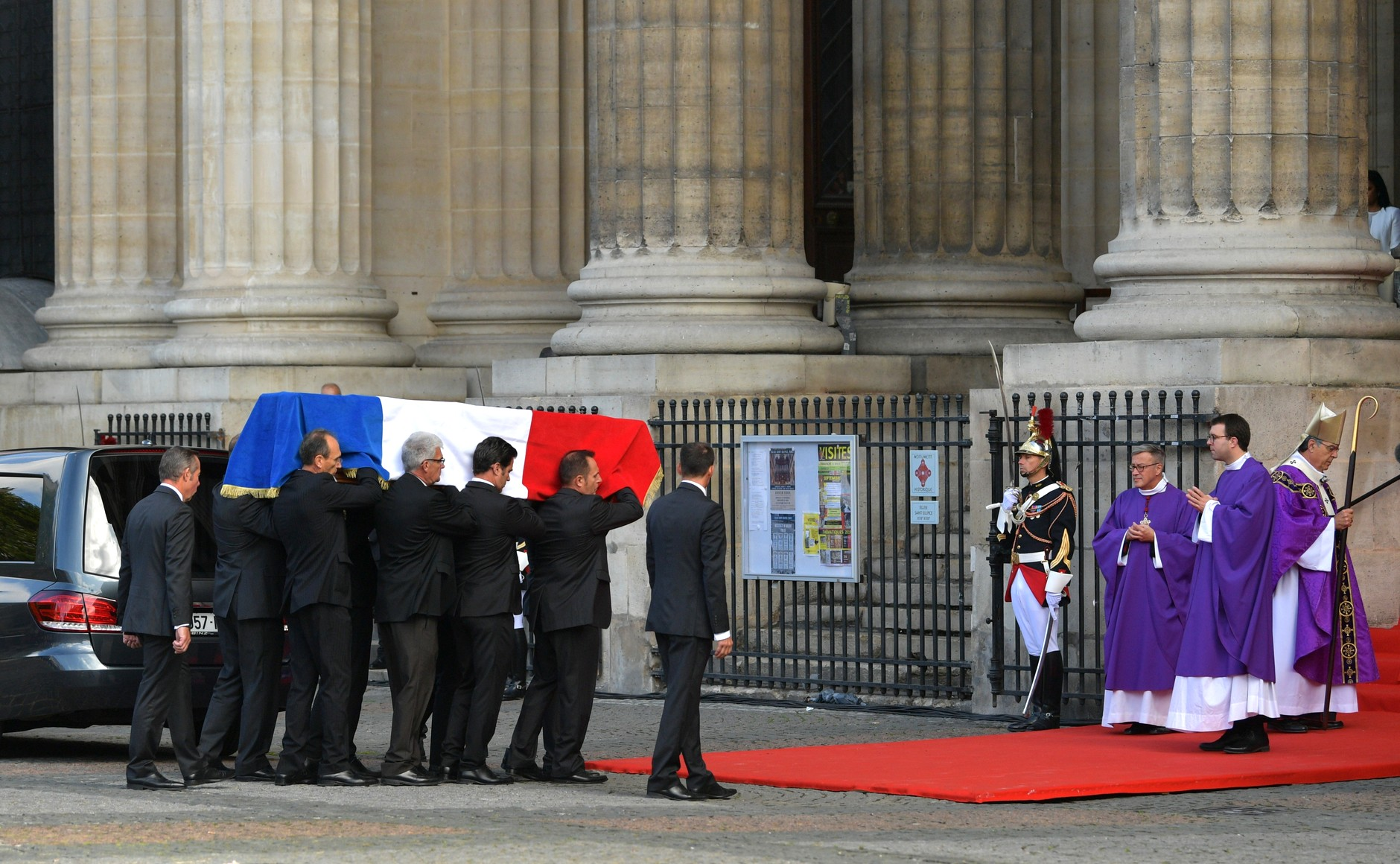
Перед началом траурной церемонии прощания.
Собор Сен-Сюльпис в Париже, 30 сентября 2019 года

За время судебных тяжб в прессе появилась версия, что Ширак болеет болезнью Альцгеймера. Однако Бернадетт Ширак опровергла данную информацию.
В начале апреля 2012 года в итальянской газете Corriere della Sera заявил, что на президентских выборах 2012 года будет голосовать за Франсуа Олланда.

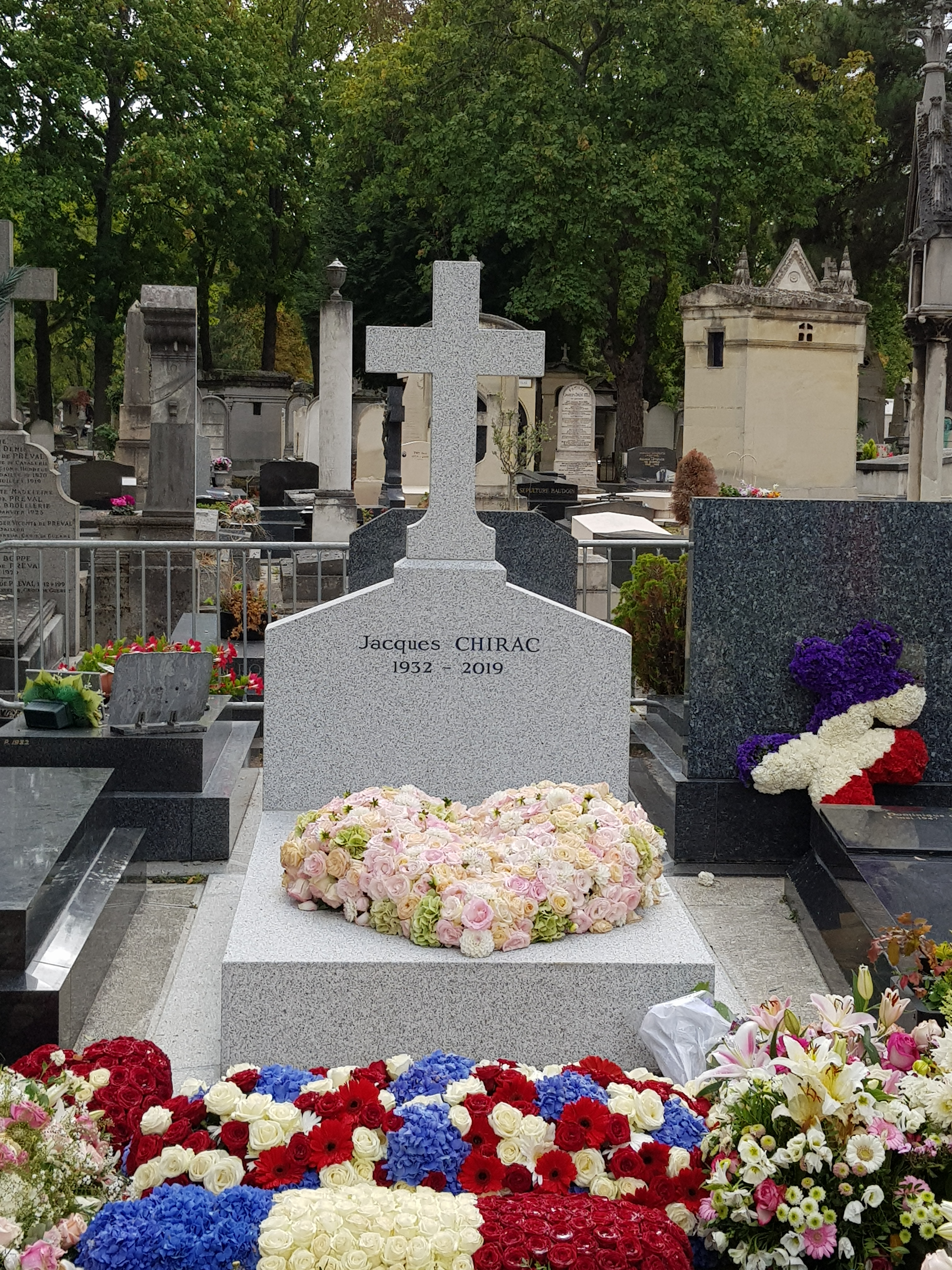
Могила Ширака на кладбище Монпарнас, октябрь 2019 года

Скончался 26 сентября 2019 года на 87-м году жизни в Париже. Национальная церемония прощания прошла 29 сентября в Доме инвалидов. 30 сентября был объявлен во Франции Днём национального траура. В церемонии прощания приняли участие лидеры 30 государств, в частности президенты России, Германии, Грузии, Италии и Словении, премьер-министры Бельгии, Венгрии, Сербии, Чехии и Хорватии, король Иордании, князь Монако, великий герцог Люксембурга. Похоронен с государственными и воинскими почестями на кладбище Монпарнас в Париже.

## Гуманитарная деятельность
Инициатор создания парижского Музея на набережной Бранли, экспонирующего традиционное искусство Африки, Азии, Океании и Америки (2006).
Основатель благотворительного Фонда Жака Ширака для помощи детям с тяжёлыми формами инвалидности (1974, нынешнее название носит с 2006), а также Фонда Ширака (2008), который вручает ежегодные премии «За предотвращение конфликтов» и «Культура во имя мира».
В 2008 году стал лауреатом Государственной премии России в области гуманитарной деятельности.

## Личная жизнь
С 1956 года был женат на Бернадетт Шодрон де Курсель, две дочери — Лоранс (1958—2016) и Клод (род. 1962). В 1979 году Бернадетт и Жак удочерили девочку из Южного Вьетнама Ань-Дао Траксель (род. 1963). Лоранс Ширак большую часть жизни страдала от анорексии и в связи с этим предпринимала попытки самоубийства, скончалась 15 апреля 2016 года от сердечной недостаточности. Клод Ширак работала советником у своего отца, замужем за французским дзюдоистом Тьерри Ре, от брака имеет сына Мартена Ре-Ширака.
Бернадетт Ширак владеет замком Бити в департаменте Коррез и парижской квартирой площадью 114 м².

## Скандалы
15 декабря 2011 года бывший президент Франции Жак Ширак был приговорён к двум годам условно. Его признали виновным в злоупотреблении положением, доверием, незаконном извлечении выгоды и растрате государственных средств в 1990—1995 годах, когда он был мэром Парижа. Следствие просило освободить Ширака от ответственности, но правосудие решило иначе.
С 1990 по 1995 год, как выяснило следствие, Ширак создал сеть из нескольких десятков фиктивных рабочих мест в мэрии, причем средства на оплату этих «сотрудников» перечислялись в фонды его партии «Союз в поддержку Республики», влившуюся затем в нынешнюю правящую партию «Союз в поддержку народного движения» (СПНД). Из этих средств Ширак платил сотрудникам своего партийного штаба. Афера стоила бюджету французской столицы €1,4 млн. В своё время иск против Ширака подавала парижская мэрия во главе с социалистом Бертраном Деланоэ. До 2007 года Ширак пользовался президентской неприкосновенностью, но после его ухода с высокого поста следствие напомнило ему о прегрешениях.
В октябре 2009 года было вынесено решение о проведении судебного заседания. Ширак сразу заявил о своей готовности встретиться с судом. «Мне не в чем себя упрекнуть. Я выйду на суд спокойно и уверенно и надеюсь, что истина будет установлена, — подчеркнул тогда Ширак в интервью газете Le Figaro. — Это необходимо для французов, которые оказали мне своё доверие». Он выразил надежду, что «ему удастся быстро выяснить подлинные факты, и данная страница будет навсегда перевёрнута».
Но затем следствие было возбуждено от имени Французской Республики. Принимая во внимание давность преступлений и самочувствие обвиняемого, прокуроры просили суд не назначать Шираку наказание (ему могло грозить до 10 лет тюремного заключения и €150 тысяч штрафа). Сам экс-президент от участия в судебных заседаниях был избавлен в связи с плохим состоянием здоровья. Врачи констатировали у него «тяжёлые и необратимые» неврологические проблемы, чреватые потерей памяти и развитием сенильной деменции.
Процесс рассматривал вместе два дела в отношении Ширака. Первое, заведённое в Париже, касалось создания 21 фиктивного рабочего места в 1992—1995 годах. Второе дело — о семи фиктивных местах, созданных в 1990—1994 годах, вели прокуроры парижского пригорода Нантер. По делу проходили девять коллег Ширака по парижской мэрии, двоих из которых суд признал невиновными. В 2004 году в связи с «нантерским делом» 14-месячный срок отложенного тюремного заключения и годичный запрет на занятие политикой получил близкий соратник Ширака, бывший премьер-министр Ален Жюппе. Это не помешало ему затем войти в кабинет министров, сформированный при президенте Николя Саркози, где он занимал пост министра иностранных дел. Приговор суда: 2 года условно и символический штраф в размере 1 евро.

## Награды
- Кавалер Большого Креста ордена Почётного легиона
- Кавалер Большого Креста ордена За заслуги
- Крест Воинской доблести
- Кавалер ордена Чёрной звезды
- Кавалер ордена Сельскохозяйственных заслуг
- Кавалер ордена Спортивных заслуг
- Кавалер ордена Искусств и литературы
- Медаль Воздухоплавания

Иностранные награды:
- Орден «За заслуги перед Отечеством» I степени (Россия, 23 сентября 1997 года) — за большой личный вклад в дело развития сотрудничества и укрепления дружбы между народами России и Франции[22]
- Медаль «В память 300-летия Санкт-Петербурга»
- Государственная премия Российской Федерации 2007 года (16 мая 2008 года) — за выдающиеся достижения в области гуманитарной деятельности[23]
- Орден князя Ярослава Мудрого I степени (Украина, 2 сентября 1998 года) — за выдающийся личный вклад в развитие украинско-французского сотрудничества[24]
- Орден Республики (Молдавия, 1 сентября 1998 года) — в знак высокого признания особых заслуг в развитии и укреплении отношений дружбы и сотрудничества между Республикой Молдова и Французской Республикой[25]
- Орден «Гейдар Алиев» (Азербайджан, 29 января 2007 года) — за особые заслуги в развитии связей дружбы и сотрудничества между Францией и Азербайджанской Республикой[26][27]
- Орден Святого Месропа Маштоца (Армения)[28]
- Кавалер Большого креста с лентой ордена «За заслуги перед Итальянской Республикой» (Италия, 21 октября 1999 года)[29]
- Кавалер Большого креста ордена «За заслуги перед Итальянской Республикой» (Италия, 1 октября 1973 года)[30]
- Орден Белого льва (Чехия, 1997)
- Орден Бани (Великобритания)
- Кавалер Большого креста ордена Святого Олафа (Норвегия, 2000)
- Кавалер Большого креста ордена Заслуг pro Merito Melitensi (Суверенный Мальтийский орден)
- Кавалер Большого креста ордена Витаутаса Великого (Литва, 4 июля 1997 года)[31]
- Кавалер Большого креста ордена Великого князя Литовского Гядиминаса (Литва, 24 июля 2001 года)[32]
- Почётный гражданин Кишинёва[33]
- Почётный гражданин Бухареста (19 июля 1997 года)[34]
- Почётный гражданин Сараево (1 февраля 2011 года)[35].

## Образ в кинематографе
- 2006 — «В шкуре Жака Ширака[фр.]» (режиссёры Мишель Руайе[фр.] и Карл Зеро[фр.]) — псевдодокументальный сатирический фильм, в котором документальные съёмки Жака Ширака были переозвучены пародистом Дидье Густеном[фр.][36].

## Память
- Имя Жака Ширака носит основанный им в 2000 году музей[фр.] в Сарране, в экспозиции которого собраны подарки Шираку во время его президентства.
- В 2016 году имя Жака Ширака было присвоено Музею на набережной Бранли.
- В ноябре 2019 года имя Жака Ширака получил проспект в городе Абу-Даби, столице Объединённых Арабских Эмиратов[37].
- 8 февраля 2020 года в Ницце был открыт памятник Жаку Шираку, а прилегающая к нему улица названа в честь политика[38].
- В ноябре 2021 года набережная Парижа получила его имя[39].